# Patricia Noemí Lucki
Patricia Noemí Lucki Zifonsky (Ciudad de Buenos Aires, 25 de octubre de 1955) es una científica social, docente, empresaria y consultora argentina nacionalizada guatemalteca, que reside en  Guatemala. Ha desarrollado distintas actividades en el campo de la ciencia de la comunicación, la digitalización, la gestión de conocimiento y la planificación estratégica. Después de recibir distintas certificaciones, en gestión de proyectos e innovación, se ha dedicado a la investigación social aplicada y, además, ha sido voluntaria en distintas asociaciones de proyección comunitaria.

## Trayectoria profesional
Estudió Ciencias de la Información en la Universidad Nacional de La Plata, con una maestría en Comunicaciones de la Universidad Hebrea de Jerusalén y un doctorado en Desarrollo Sostenible otorgado por la Universidad Galileo de Guatemala.
Lucki ha trabajado en divulgación científica a través de publicaciones en revistas universitarias en Guatemala y Centroamérica, publicaciones en blogs, como Cerveciencia y distintos foros online/offline, como Gazeta.
Es docente de la Universidad Galileo, en carreras de maestría en Transformación digital, Gestión de Proyectos, Marketing digital y Administración de empresas con especialización en Gestión de Proyectos y coordina esta última carrera en la Escuela Técnica de dicha universidad.
También fue presidenta de Fundación-i, Fundación para el impulso a la innovación en Centroamérica y vicepresidenta de ANGEL, Asociación Nacional Guatemalteca para las Enfermedades Lisosomales. Es miembro directivo de la IGA, International Gaucher Alliance y participa del grupo de trabajo para América Latina de RDI, Rare Diseases International. 
Es cofundadora y parte de la Junta Directiva de OWSD, Organization of Women in Science in the Developing World, capítulo Guatemala y en la Red de Mujeres Líderes de la Fundación Documentación.
Aunque nació en Argentina, ha vivido y trabajado en Guatemala desde 1985. En el año 2020 obtuvo la ciudadanía guatemalteca. 

## Vida empresarial
En 2000 abrió la primera agencia de publicidad digital de Guatemala y actualmente sigue trabajando como CEO de la empresa.